# Zino Davidoff

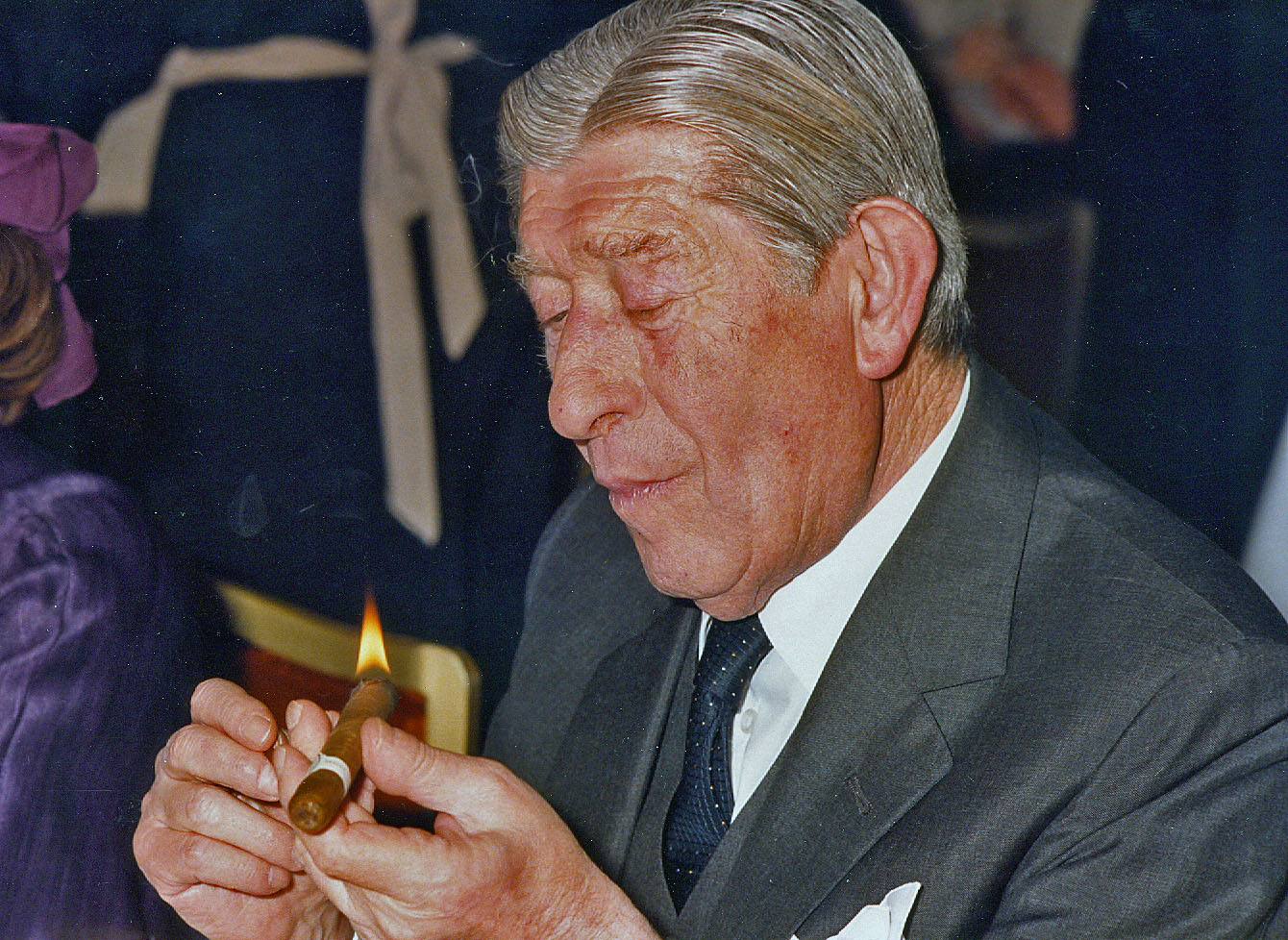
Davidoff im Jahr 1984

Zino Davidoff, eigentlich Sussele-Meier Davidoff, (Geburtsname russisch Зиновий (Зуселе-Меер) Гилелевич Давыдов, wiss. Transliteration Zinovij (Zusele-Meer) Gilelevič Davydov; * 11. März 1906 in Nowhorod-Siwerskyj, damals Russisches Reich, heute Nowhorod-Siwerskyj in der Ukraine; † 14. Januar 1994 in Genf) war ein russisch-schweizerischer Unternehmer. Er war als „König der Zigarren“ bekannt.

## Leben
Die Familie Davidoff übersiedelte 1911 wegen judenfeindlicher Pogrome aus Kiew nach Genf, wo der Vater, Henri (Genrich/Gilel) Davidoff, einen Tabakladen eröffnete, der zum Treffpunkt der russischen Gemeinde in Genf wurde. Auch der junge Zino erlernte das Mischen von Zigaretten- und Pfeifentabak, verspürte indes früh eine kosmopolitische Neigung und gelangte auf einer ausgedehnten Reise durch die Tabakländer Mittel- und Südamerikas auch nach Kuba. Dort eignete er sich Kenntnisse der Zigarrenherstellung an. Nach seiner Rückkehr erweiterte er den elterlichen Laden in Genf um dieses Produkt, wobei sich die in Kuba geknüpften Kontakte als sehr wertvoll erwiesen. Darüber hinaus entwickelte er nach seiner Reise den Humidor. Davidoff avancierte zur besten Adresse für Zigarren der Stadt, wo sogar während des Zweiten Weltkriegs Havannas zu haben waren. Kurz vor der Eroberung von Paris durch die Deutschen hatte er einen dort gelagerten Bestand von rund zwei Millionen Havannas erworben.
Nach Kriegsende kam dem 40-jährigen Davidoff schließlich die Idee, die Produktionslizenz für eine hauseigene Havanna-Serie zu erwerben. Im Hinblick auf eine anspruchsvolle internationale Klientel benannte er die einzelnen Formate klangvoll nach exklusiven Bordeaux-Weingütern. Den Anfang machte 1946 die Château Latour. Als weitere Serien entstanden die berühmte Dom Pérignon und Thousands. 1967 schloss Zino Davidoff mit der staatlichen kubanischen Zigarrenfirma Cubatabaco einen Vertrag, nach dem die Kubaner eine exklusive Zigarre unter dem Namen Davidoff für ihn produzierten.
Auf Grund des von den USA gegen Kuba verhängten Wirtschaftsembargos versuchte Davidoff zusammen mit Ernst Schneider Mitte der 1970er Jahre, auch diesen Markt (erneut) für sich zu erschließen. So entschied er sich, in Honduras unter Verwendung einheimischer und amerikanischer Tabake die Marke Zino zu produzieren, die sich nach einiger Zeit sehr erfolgreich verkaufte und auch heute noch zu den meistverkauften Marken zählt.
Mit dem Buch „Zigarren-Brevier oder Was raucht der Connaisseur“ verfasste Zino Davidoff 1967 eine Art Philosophie für Zigarren-Aficionados. 1970 verkaufte Zino Davidoff seine Firma an das Basler Unternehmen Oettinger Imex AG, ohne sich jedoch wirklich zurückzuziehen. Er wurde zum weltweiten Botschafter für die Marke Davidoff.
Als die Zusammenarbeit mit Cubatabaco 1989 mit einem Eklat endete (Kuba lieferte keinen Tabak mehr an Davidoff, der daraufhin kubanische Zigarren im Wert von drei Millionen US-Dollar öffentlich verbrannte), verlegte man die Produktion im März 1990 in die Dominikanische Republik und brachte schon wenige Jahre später folgende Serien heraus: „Aniversario“, „Classic“, „Mille“, „Grand Cru“, „Special“ und „Millennium Blend“.

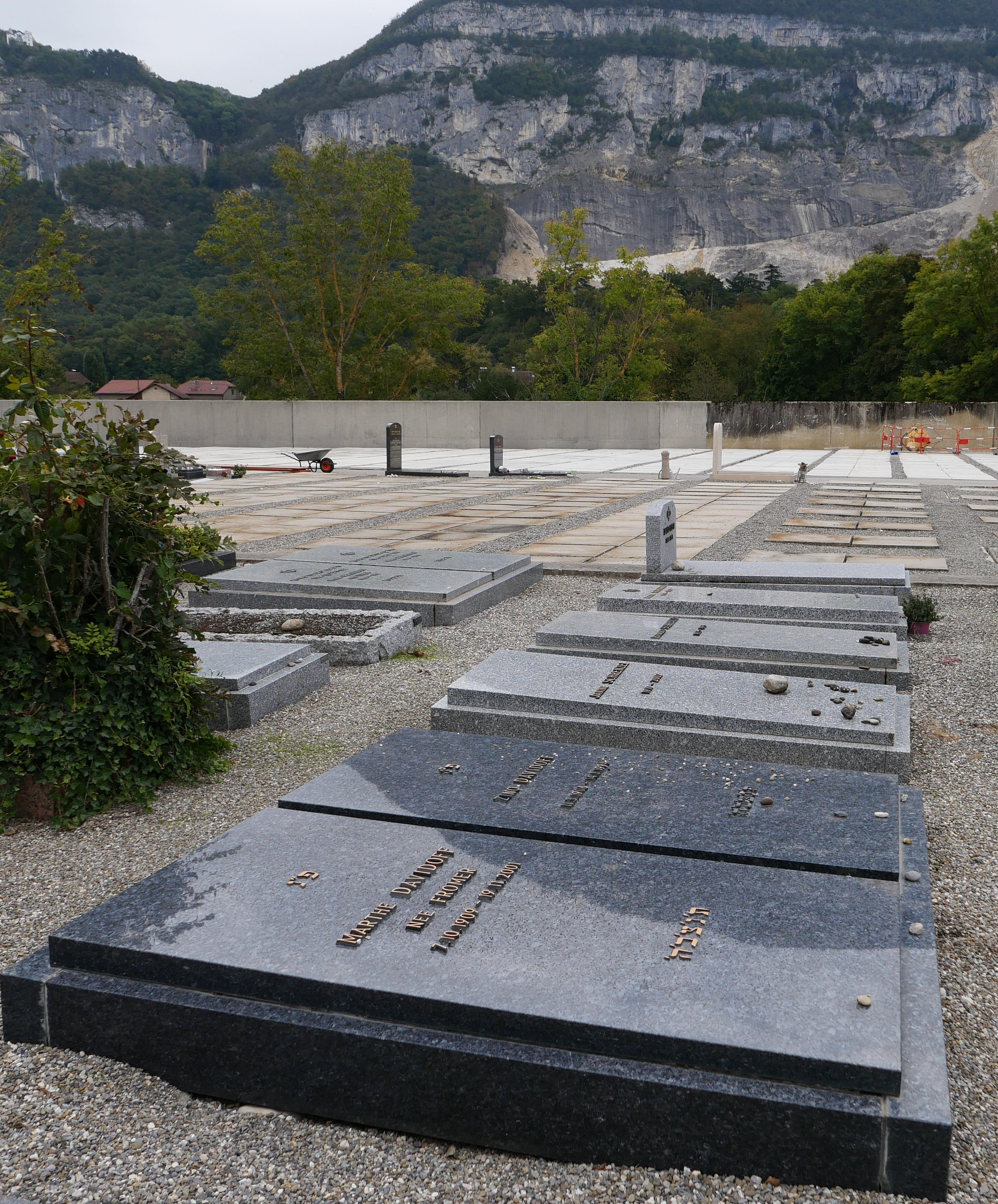
Das Grab von Davidoff und seiner Frau Marthe, geb. Fromer (1909–2001), im Jahr 2024.

Die Qualitätskontrolle bei Davidoff-Zigarren erfolgt in mehreren Stufen: Nach dreimaligem Qualitätscheck in der Manufaktur unterliegen die Produkte einer weiteren Endkontrolle, bevor die Zigarren in die Vertriebszentren in Weil am Rhein, Basel und Stanford (Connecticut) versandt werden. Dort werden sie zusätzlich während der Konfektionierung begutachtet und im Anschluss zu den Vertragshändlern geliefert.
Davidoff ist der einzige Zigarren-Hersteller, der mit den Händlern schriftliche Vereinbarungen über Präsentation und Behandlung der Ware trifft.
2005 gab es weltweit 53 Davidoff-Shops und fast 500 Vertragshändler. Davidoff stellt die meistverkaufte Marke der Oettinger Imex AG, die die Tabak- und Tabakaccessoires-Markenrechte abseits der Zigaretten hält, dar. Unter der Marke Davidoff vertreibt das Unternehmen nebst Zigarren und Zigarillos auch entsprechende Accessoires.
Die unter derselben Marke vertriebenen Zigaretten stammen von der Reemtsma Cigarettenfabriken GmbH.
Daneben vertreibt die in Freiburg im Üechtland ansässige und von Zino Davidoff 1980 mitgegründete Zino Davidoff SA unter der Marke Davidoff Luxusaccessoires wie Armbanduhren, Lederprodukte, Schreibgeräte, Parfüms („Cool Water“ (1988), „Adventure“) und Kaffee. Die Zino Davidoff SA ist ein von der Oettinger Imex AG und der Reemtsma Cigarettenfabriken GmbH unabhängiges Unternehmen, das nicht im Tabakbereich tätig ist.
Zino Davidoff starb mit 87 Jahren. Er wurde auf dem Jüdischen Friedhof Veyrier-Étrembières beigesetzt. Da der Kanton Genf bereits 1876 die Einrichtung konfessioneller Friedhöfe verboten hat, liegen die Gräber auf diesem Friedhof kurz hinter der Grenze auf französischem Gebiet, während sich der Eingang und die Trauerhalle auf Schweizer Gebiet befinden.

## Werke
- Zigarren-Brevier oder Was raucht der Connaisseur. [Übers. von: Le Livre du connaisseur de cigare; aus dem Franz. übertr. von Joachim A. Frank], überarb. und erg. 6. Aufl., Wien: P. Neff 1986.